# 基拉·史密斯
基拉·史密斯（英語：Kierra Smith，1994年2月1日—）生于不列颠哥伦比亚省温哥华，是一名加拿大女子游泳运动员，主攻蛙泳。她的父亲曾是一名铁人三项运动员，弟弟是一名越野跑选手。她在3岁时参加游泳课程，10岁时开始从事竞技游泳。2012年，她进入明尼苏达大学，开始代表该校校队参加美国校际比赛。